# بخش د متان
بخش د متان (به اسپانیایی: Departamento de Metán) یک منطقهٔ مسکونی در آرژانتین است که در استان سالتا واقع شده‌است. بخش د متان ۵٬۲۳۵ کیلومتر مربع مساحت و ۳۹٬۰۰۶ نفر جمعیت دارد.